# El Playón
El Playón – miasto w Kolumbii, w departamencie Santander.